# Никола Олислагерс
Никола Лорен Олислагерс (енгл. Nicola Lauren Olyslagers (née McDermott); девојачко Мекдермот (Норт Госфорд, 28. децембар 1996) аустралијска је атлетичарка која се такмичи у скоку у вис.
Освојила је сребрну медаљу на Олимпијским играма у Токију 2020. и Паризу 2024., као и бронзану медаљу на Светском првенству 2023. у скоку у вис. Олислагерс је актуелна рекордерка Аустралије и Океаније у скоку у вис (2,03 м), као и светска првакиња у дворани 2024. и 2025.

## Лични живот
По својој мајци, Олислагерс је хрватског порекла, са острва Корчуле.
Студирала је биохемију на Универзитету у Сиднеју. Њен спортски идол је Бланка Влашић.
Олислагерс је побожна евангелистичка хришћанка и припадница пентекостне деноминације коју не жели да именује. Постала је хришћанка док је похађала омладински камп са 16 година и редовно је указивала на своја уверења као на извор инспирације. Олислагерс води организацију под називом Everlasting Crowns (у дословном преводу Вечне Круне), која је посвећена верском подстицању и подучавању спортиста.
Удала се за Риса Олслагерса у априлу 2022. и од тада се такмичи под презименом Олислагерс.

## Међународна такмичења
| Представљајући Аустралију | Представљајући Аустралију    | Представљајући Аустралију     | Представљајући Аустралију | Представљајући Аустралију | Представљајући Аустралију |
| Година                    | Такмичење                    | Место                         | Пласман                   | Дисциплина                | Резултат                  |
| ------------------------- | ---------------------------- | ----------------------------- | ------------------------- | ------------------------- | ------------------------- |
| 2014                      | Светско првенство за јуниоре | Јуџин, САД                    | 16.                       | Скок увис                 | 1.79 м                    |
| 2015                      | Универзијада                 | Гвангжу, Јужна Кореја         | 4.                        | Скок увис                 | 1.80 м                    |
| 2017                      | Универзијада                 | Тајпеј, Тајван                | 7.                        | Скок увис                 | 1.88 м                    |
| 2018                      | Игре Комонвелта              | Гоулд Коуст, Аустралија       | 3.                        | Скок увис                 | 1.91 м                    |
| 2018                      | Континентални куп            | Ђер, Мађарска                 | 5.                        | Скок увис                 | 1.87 м                    |
| 2019                      | Светско првенство            | Доха, Катар                   | 15.                       | Скок увис                 | 1.90 м                    |
| 2021                      | Олимпијске игре              | Токио, Јапан                  | 2.                        | Скок увис                 | 2.02 м                    |
| 2022                      | Светско првенство            | Јуџин, САД                    | 5.                        | Скок увис                 | 1.96 м                    |
| 2023                      | Светско првенство            | Будимпешта, Мађарска          | 3.                        | Скок увис                 | 1.99 м                    |
| 2024                      | Светско првенство у дворани  | Глазгов, Уједињено Краљевство | 1.                        | Скок увис                 | 1.99 м                    |
| 2024                      | Олимпијске игре              | Париз, Француска              | 2.                        | Скок увис                 | 2.00 м                    |
| 2025                      | Светско првенство у дворани  | Нанкинг, Кина                 | 1.                        | Скок увис                 | 1,97                      |